# IC 4524
IC 4524 — галактика типу Sc (компактна спіральна галактика) у сузір'ї Волопас.
Цей об'єкт міститься в оригінальній редакції індексного каталогу.